# Китай (Каракалпакстан)
Китай (узб. Xitoy / Хитой) — посёлок городского типа в Амударьинском районе Каракалпакстана, Республики Узбекистан.

Статус посёлка городского типа с 2009 года.